# Erfoud
Erfoud (berberski jeziki: ⴰⵔⴼⵓⴷ, Arfud; arabsko أرفود) je oazno mesto v puščavi Sahara, v regiji Drâa-Tafilalet v vzhodnem Maroku. Pripada plemenu ait atta, ki je razdeljeno na več okrožij: Haj Salam, Haj Dždid, Haj Ziz, Haj el Bathaa, Haj Anahda in Haj el Hamri.
Zaradi bližine puščavske vasi Merzouga v sipinah Erg Chebbi je Erfoud razvil infrastrukturo, povezano s turizmom, kot so hoteli in restavracije.

## Zgodovina
Judovska skupnost v Erfoudu ima svoje korenine v obdobju francoskega protektorata v zgodnjem 20. stoletju, ko se je več sto posameznikov iz bližnjih mest, zlasti El Mâadid, naselilo v regiji, ki so jo spodbudili francoski načrti za razvoj mesta. Skupnost je postala pomembna kot osnova družine Abuhatzeira, znane po svojih cenjenih rabih, vključno z Abir Kakovom, Baba Lu Ḥazanom in Baba Salijem. Zaradi odsotnosti šole Alliance Israélite Universelle v Erfoudu, čeprav je obstajala v bližnjem Rissaniju, je veliko judovskih otrok obiskovalo francosko šolo.
Do leta 1931 je judovsko prebivalstvo predstavljalo približno eno tretjino vseh prebivalcev Erfouda, ki jih je bilo 1172 od skupno 3534 prebivalcev. Po drugi svetovni vojni je število Judov preseglo 700. Po osamosvojitvi Maroka leta 1956 se je večina judovskega prebivalstva Erfouda izselila, predvsem v Izrael.

## Lokacija snemanja
Zaradi lepote okoliške puščave Sahare in mestnih oaz je bil Erfoud prizorišče snemanja številnih filmov, vključno z:
- March or Die (1977)

V filmu arheologi odkrivajo starodavno mesto blizu Erfouda, ki ga je pred 3000 leti zasul peščeni vihar. Mesto je počivališče berberskega svetnika, 'angela puščave'.
- Mumija (1999)

Snemanje se je začelo v Marakešu v Maroku 4. maja 1998 in je trajalo 17 tednov. Fotografija se je nato preselila v puščavo Sahara zunaj Erfouda.
Produkcijski oblikovalec Allan Cameron je našel speči vulkan v bližini Erfouda, kjer bi lahko zgradili celotno sceno za Hamunaptro.
- The Four Feathers (2002)

Film režiserja Shekharja Kapurja, v katerem igrajo Heath Ledger, Wes Bentley in Kate Hudson, so za prizore Egipta in Sudana snemali v Erfoudu in Ouarzazateu več kot teden dni.
- Prince of Persia (2010)

Mike Newell je za prizorišče snemanja filma izbral Maroko, načrtoval pa je tudi snemanje v Pinewood Studios. Snemanje se je začelo julija 2008 v Maroku. Osem tednov so preživeli v Maroku, preden se je prva enota preselila v Pinewood.
- SPEKTRE (2015)

Za 24. (uradni) film o Jamesu Bondu je bližnja Gara Medouar igrala vlogo sovražnega štaba.

## Analogne raziskave Marsa
Za to območje Maroka je bilo ugotovljeno tudi, da je po videzu in morda geologiji zelo podobno določenim območjem na planetu Mars. Zaradi tega obstaja zanimanje za to območje kot terensko raziskovalno lokacijo za analogne raziskave Marsa.
Februarja 2013 je Avstrijski vesoljski forum preživel cel mesec s terensko ekipo, vključno z dvema simulatorjema vesoljskih oblek (Aouda.X in Aouda.S) in številnimi roverji, da bi izvedli veliko število poskusov. Podprl jih je Center za podporo misij, ki ga vodi iz Innsbrucka v Avstriji, da bi simulirali misijo na površje Marsa. Glavni puščavski bazni tabor je bil 11. februarja imenovan Camp Weyprecht, kasnejši satelitski tabor približno 80 km južneje pa se je imenoval Station Payer.